# 正光
正光（せいこう）は、南北朝時代の北魏において、孝明帝の治世に使用された元号。520年 - 525年。

## 西暦・干支との対照表
| 正光 | 元年  | 2年   | 3年   | 4年   | 5年   | 6年   |
| 西暦 | 520年 | 521年 | 522年 | 523年 | 524年 | 525年 |
| 干支 | 庚子  | 辛丑  | 壬寅  | 癸卯  | 甲辰  | 乙巳  |